# ダーラ・J

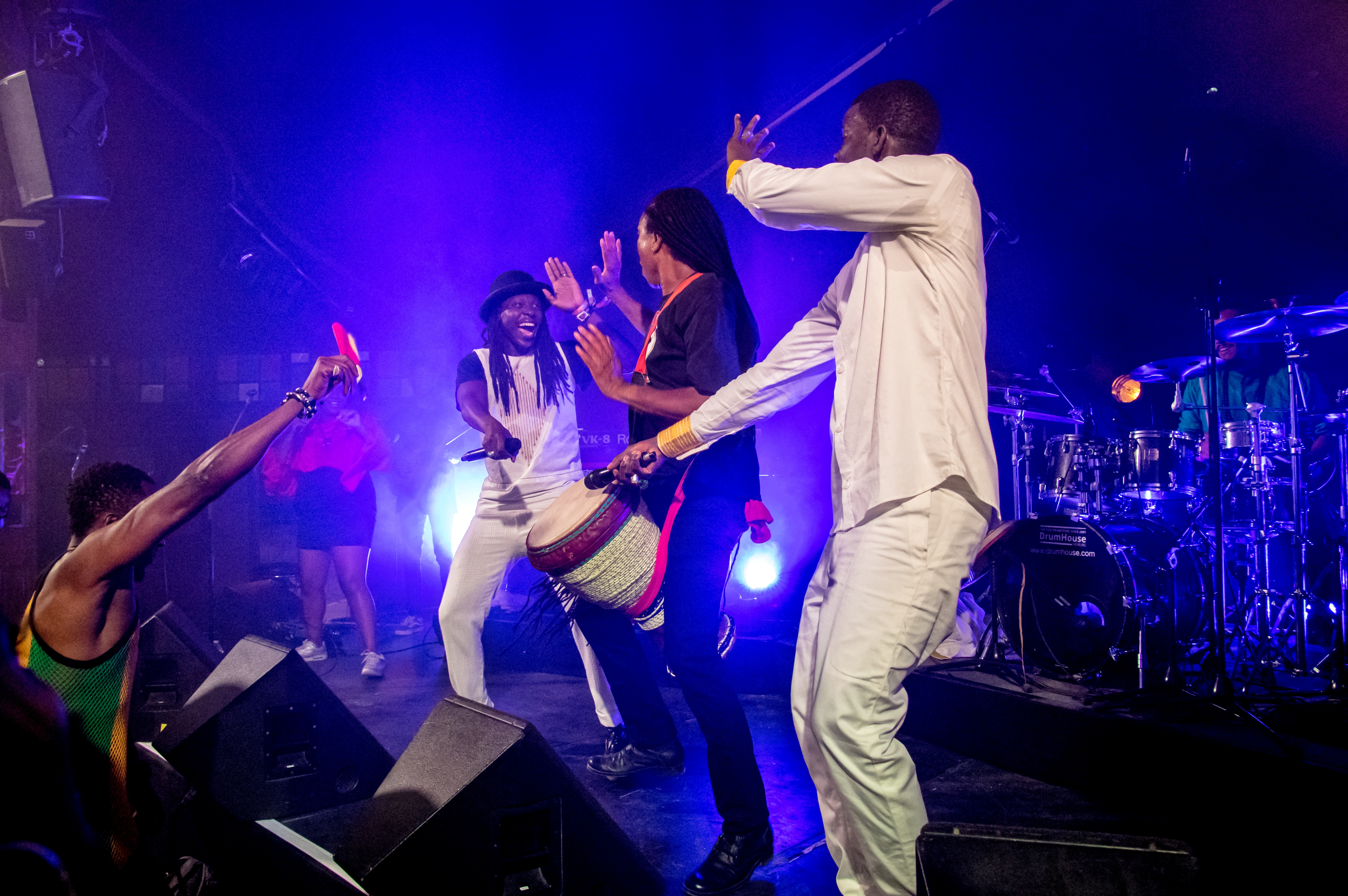
Daara J テント音楽祭 2018 フライブルク、ドイツ

Daara J(ダーラジー)はセネガルのヒップホップ・グループ。フランスを活動拠点としている。グループ名は「(イスラムの)学校」を意味するウォロフ語。

## メンバー
- N'Dango(ンダンゴ):MC
- Aladji Man(アラージ・マン):ディージェイ、現在は脱退
- Faada Freddy(ファーダ・フレディ):シンガー

## 略歴
1960年頃にメンバーの3人が誕生。

1994年にファースト・アルバム「Daara J」を発表。

1997年に仏ヴァージン・レコードからファースト・アルバムの欧州版がリリースされる。

1998年にセカンド・アルバム「Xalima」を発表。このころから日本でもその名が知られ始める。

2000年にミニアルバム「Exodus」を発表。

2002年にミニアルバム「Esperanza」を発表。

2003年にはそれら二枚のミニアルバムからの既発曲と新曲を収めたサード・アルバム「Boomerang」を発表、大ブレイクする。